# Кардиналы-выборщики на Конклаве 1774—1775 годов
| Страна                    | Количество выборщиков |
| ------------------------- | --------------------- |
| Итальянские государства   | 43                    |
| Франция                   | 5                     |
| Священная Римская империя | 3                     |
| Испания и Португалия      | 2                     |

Следующие кардиналы-выборщики участвовали в Папском Конклаве 1774—1775 годов. Список кардиналов-выборщиков приводятся по географическим регионам и в алфавитном порядке.
Сорок четыре из пятидесяти пяти кардиналов участвовали в Конклаве. Одиннадцать кардиналов отсутствовали на Конклаве, в том числе двое из тех, которые умерли во время его проведения. Бурбонские дворы выразили свое несогласие с избранием Папой кардинала Джованни Карло Боски. Кардинал Джованни Анджело Браски был избран и назван Пий VI. Он наследовал Папе Климента XIV, который скончался 22 сентября 1774 года.
В Священной Коллегии кардиналов присутствовали следующие кардиналы-выборщики, назначенные:
- 1 — папой Иннокентием XIII;
- 14 — папой Бенедиктом XIV;
- 24 — папой Климентом XIII;
- 16 — папой Климентом XIV.

## Римская Курия
1. Паскуале Аквавива д’Арагона, кардинал-дьякон;
2. Алессандро Альбани, O.S.Io.Hieros., кардинал-протодьякон, библиотекарь Святой Римской Церкви;
3. Джованни Франческо Альбани, кардинал-епископ Порто и Санта Руфина, вице-декан Коллегии кардиналов;
4. Франсуа Иоаким Пьер де Берни, кардинал-епископ Альбано, архиепископ Альби;
5. Шипионе Боргезе, апостольский легат в Ферраре;
6. Виталиано Борромео, апостольский легат в Романьи;
7. Джованни Карло Боски, великий пенитенциарий, префект Священной Конгрегации исправления книг Восточной Церкви;
8. Антонио Бранчифорте Колонна, апостольский легат в Болонье;
9. Джованни Анджело Браски, кардинал-священник с титулярной церковью Сан-Онофрио (был избран папой римским и выбрал имя Пий VI);
10. Симоне Буонаккорси, кардинал-священник с титулярной церковью Сан-Джованни-а-Порта-Латина;
11. Бенедетто Ветерани, префект Священной Конгрегации Индекса;
12. Антонио Эудженио Висконти, кардинал-священник с титулярной церковью Санта-Кроче-ин-Джерусалемме;
13. Франческо Саверио де Дзелада, кардинал-священник с титулярной церковью Санти-Сильвестро-э-Мартино-ай-Монти;
14. Антонио Казали, префект Священной Конгрегации хорошего управления;
15. Людовико Калини, префект Священной Конгрегации индульгенций и священных реликвий, камерленго Священной Коллегии кардиналов;
16. Франческо Карафа делла Спина ди Траэтто, кардинал-священник с титулярной церковью Сан-Клементе;
17. Джованни Костанцо Караччоло, префект Верховного Трибунала Апостольской Сигнатуры Милости;
18. Джузеппе Мария Кастелли, префект Священной Конгрегации Пропаганды Веры;
19. Маркантонио Колонна младший, генеральный викарий Рима, архипресвитер патриаршей Либерийской базилики, префект Священной Конгрегации по делам резиденций епископов;
20. Пьетро Колонна Памфили, кардинал-священник с титулярной церковью Санта-Мария-ин-Трастевере;
21. Марио Компаньони Марефоски, префект Священной Конгрегации обрядов, архипресвитер патриаршей Латеранской базилики;
22. Инноченцо Конти, кардинал-священник;
23. Андреа Корсини, префект Верховного Трибунала Апостольской Сигнатуры Правосудия;
24. Карло Витторио Амедео делле Ланце, кардинал-священник с титулярной церковью Санта-Прасседе;
25. Андреа Негрони, секретарь апостольских бреве;
26. Доменико Орсини д’Арагона, посол Неаполитанского короля при Святом Престоле;
27. Ладзаро Опицио Паллавичино, государственный секретарь Святого Престола;
28. Джованни Баттиста Реццонико, камерленго;
29. Карло Реццонико младший, кардинал-епископ Сабины;
30. Фердинандо Мария де Росси, префект Священной Конгрегации Тридентского Собора, (не участвовал в Конклаве) (скончался 4 февраля 1775 года);
31. Фабрицио Сербеллони, кардинал-епископ Остии и Веллетри, декан Коллегии кардиналов;
32. Дженнаро Антонио де Симоне, кардинал-священник с титулярной церковью Сан-Бернардо-алле-Терме;
33. Джироламо Спинола, кардинал-священник с титулярной церковью Санта-Бальбина;
34. Джованни Франческо Стоппани, кардинал-епископ Палестрины, секретарь Верховной Священной Конгрегации Римской и Вселенской Инквизиции (не участвовал в Конклаве) (скончался 18 ноября 1774 года);
35. Генрих Бенедикт Стюарт, титулярный герцог Йоркский, кардинал-епископ Фраскати, вице-канцлер Святой Римской Церкви, архипресвитер патриаршей Ватиканской базилики, префект Священной Конгрегации фабрики святого Петра;
36. Луиджи Мария Торреджани, бывший государственный секретарь Святого Престола;
37. Гаэтано Фантуцци, префект Священной Конгрегации церковного иммунитета;
38. Франческо д’Эльчи, кардинал-священник с титулярной церковью Сант-Анджело-ин-Пескерия.

## Европа

### Итальянские государства
1. Джованни Оттавио Буфалини, архиепископ-епископ Анконы и Нуманы;
2. Бернардино Жиро, архиепископ Феррары;
3. Винченцо Мальвецци Бонфьоли, архиепископ Болоньи, апостольский про-датарий;
4. Урбано Параччани, архиепископ Фермо;
5. Джузеппе Поццобонелли, архиепископ Милана, кардинал-протопресвитер (не участвовал в Конклаве);
6. Антонио Серсале, архиепископ Неаполя.

### Франция
1. Поль д’Альбер де Люин, архиепископ Санса;
2. Шарль-Антуан де Ла Рош-Эмон, архиепископ Реймса (не участвовал в Конклаве);
3. Шарль-Луи-Сезар-Константен де Роган-Гемене-Монбазон, епископ Страсбурга (не участвовал в Конклаве);
4. Жан-Франсуа-Жозеф де Рошешуар де Фодуа, епископ Лаона (не участвовал в Конклаве).

### Священная Римская империя
1. Кристоф Антон фон Мигацци, архиепископ Вены, кардинал-протопресвитер;
2. Франц Конрад Казимир Игнац фон Родт, епископ Констанца (не участвовал в Конклаве);
3. Леопольд Эрнст фон Фирмиан, князь-епископ Пассау (не участвовал в Конклаве).

### Испания
1. Бонавентура де Кордоба Эспинола де ла Серда, патриарх Западной Индии (не участвовал в Конклаве).
2. Франсиско де Солис Фольк де Кардона, архиепископ Севильи.

### Португалия
1. Жуан Косме да Кунья, C.R.S.A., архиепископ Эворы (не участвовал в Конклаве);
2. Франсишку де Салданья да Гама, патриарх Лиссабона (не участвовал в Конклаве).